# 自由花
《自由花》是香港支援中國民主運動聯合會的歌曲，由周禮茂填詞，寄調台灣歌手鄭智化《水手》一曲。

## 原曲
《水手》講述鄭智化面對小兒麻痺症的經歷，在中國中央電視台演唱後，在中國大陸成了家傳戶曉的作品。

## 簡介
「自由花」一词早已有之。李叔同在1905年前即有诗句“自由花開八千春，是真自由能不死”。 在中国大陆，也有人认为「自由花」出自中共元老陳毅1936年《梅嶺三章》所寫「取義成仁今日事，人間遍種自由花」之句。1931年中国共产党员王步文在被枪决之前，曾說：「讓我的鮮血去澆灌自由之花吧！」。
1989年6月4日六四事件發生，1993年香港市民支援愛國民主運動聯合會（支聯會）成員看過民運人士王希哲獲釋時在記者會上哼了《水手》此曲的副歌，之後就請了周禮茂重新寫詞。周禮茂以粵語寄調，以委婉手法講述「那年那夕」發生的往事。
香港近年在每年6月4日晚上在維園舉行的香港六四燭光晚會中，群眾都會同唱《自由花》，以「但有一個夢，不會死，記著吧！無論雨怎麼打，自由仍是會開花」一句歌詞最為膾炙人口，《自由花》遂成為香港六四紀念活動的主題音樂。目前該歌除了粵語版外，亦有國語版。
2014年雨傘革命期間亦成為相關歌曲之一。

## 歌词
忘不了的　年月也不會蠶蝕
心中深處始終也記憶那年那夕
曾經痛惜　年月裏轉化為力
一點真理　一個理想永遠地尋覓
悠悠長長繼續前航不懂去驚怕
荊荊棘棘通通斬去不必多看它
浮浮沉沉昨日人群雖不說一話
不想清楚分析太多真心抑意假
但有一個夢　不會死　記著吧
無論雨怎麼打　自由仍是會開花
但有一個夢　不會死　記著吧
來自你我的心　記著吧
忘不了的　留下了不死意識
深深相信始終會變真某年某夕
如此訊息　仍賴你跟我全力
加一把勁　將這理想繼續在尋覓
悠悠長長繼續前航不懂去驚怕
荊荊棘棘通通斬去不必多看它
浮浮沉沉昨日人群雖不說一話
不想清楚分析太多真心抑意假
但有一個夢　不會死　記著吧
無論雨怎麼打　自由仍是會開花
但有一個夢　不會死　記著吧
來自你我的心　記著吧

## 外部連結
- YouTube：《自由花》MV-「六四」二十周年製作。
- YouTube：鄭智化《水手》原曲 （页面存档备份，存于）
- . 苹果日报 (香港). 2012-11-29  [2013-11-23]. （原始内容存档于2013-11-23）.